# Kostel Panny Marie Vítězné (Valletta)
Kostel Panny Marie Vítězné byl prvním kostelem na Maltě, postaveným ve vznikající Vallettě po tureckém obléhání. V letech 1566–1568 jej nechal postavit velmistr Řádu maltézských rytířů Jean Parisot de La Valette jako díkůvzdání za vítězství Řádu sv. Jana a Malťanů nad tureckými nájezdníky.
Obléhání skončilo v předvečer 8. září 1565, když nepřátelské flotily odpluly pryč od Malty. Kostel je zasvěcen Panně Marii, jejíž narození se slaví ten den. Velmistr Jean de Valette, zakladatel města Valletty, se zde modlil každý den a po své smrti v srpnu 1568 byl pohřben v kryptě tohoto kostela tak, jak si přál. Jeho ostatky byly později přeneseny do Katedrály sv. Jana, kde jsou uloženy dodnes.
Kostel se nachází na začátku města za hradbami a amfiteátrem vpravo. V letech 2012 až 2015 proběhla rozsáhlá rekonstrukce interiéru kostela včetně obnovy stropních maleb.[zdroj?]